# František Lesař
František Lesař (31. prosince 1901, Kostelec nad Orlicí - 16. dubna 1945, Doudleby nad Orlicí) byl český spisovatel katolické orientace. Představitel venkovské prózy.
Jeho otec byl koželužským dělníkem. Ve 14 letech osiřel. Učil se ševcem, pak prodavačem, nakonec se vyučil holičem a nějaký čas toto povolání i vykonával. Později se stal obchodním cestujícím se šicími stroji, ale nakonec se vrátil k holičskému řemeslu, když si otevřel vlastní holičství v Rokytnici v Orlických horách, později ve Vamberku a ještě později v Javornici na Rychnovsku. Roku 1939 mu vyšla první kniha, načež zanechal řemesla a věnoval se jen spisovatelství. Udržoval styky s jinými katolickými spisovateli, zejména s Františkem Křelinou, Václavem Prokůpkem a Josefem Knapem.
Jeho prózy charakterizoval Lexikon české literatury slovy: "Zaměřen na problematiku individuální etiky, otázky svědomí, viny a trestu, odhaloval nejčastěji rozpad vzájemných lidských vazeb, proces postupného odcizování mezi příbuznými, manžely, rodiči a dětmi apod., který je důsledkem zasutého a nepřiznaného provinění, a zastihoval své protagonisty ve vypjatých, krizových situacích, kdy se v nich rodí impulsy k mravní očistě. (...) V souladu s tradicí venkovské prózy se zaměřoval především na lidi nuzné, poznamenané, životem utištěné. (...) Ladění jeho dušezpytných próz je teskné, melancholické; jsou naplněny smutkem z lidského míjení, z nemožnosti navzájem si porozumět."